# Soricomys musseri
Soricomys musseri és una espècie de mamífer rosegador de la família dels múrids. És endèmic de les Filipines, on viu a altituds d'entre 1.500 i 1.650 msnm. El seu hàbitat natural són els boscos montans molsosos. És una espècie en risc mínim, és a dir, no sembla que hi hagi cap amenaça significativa per a la seva supervivència. L'espècie fou anomenada en honor del mastòleg estatunidenc Guy Graham Musser.